# Рубилковский сельсовет
Руби́лковский сельсовет (бел. Рубілкаўскі сельсавет) — упразднённая административно-территориальная единица в составе Дзержинского района Минской области Белоруссии. Административный центр — деревня Рубилки.

## История
Рубилковский сельсовет был образован 28 июня 1924 года в составе Самохваловичского района Минского округа. 18 января 1931 года район был упразднён, территория сельсовета присоединена к Койдановскогому району.
15 марта 1932 года район был преобразован в Койдановский польский национальный района. 23 марта 1932 года сельсовет был преобразован в Рубилковский польский национальный сельсовет. 29 июня 1932 года район был переименован в Дзержинский польский национальный район (или же польский национальный район им. Ф.Э. Дзержинского). 14 мая 1936 года сельсовет лишился статуса польского национального сельсовета, а 31 июля 1937 года автономный полрайон был упразднён, а его территория вместе с сельсоветом вошла в состав Минского района. 4 февраля 1939 года сельсовет был передан в состав восстановленного Дзержинского района. По состоянию на 1 января 1947 года в Рубилковском сельсовете насчитывался 31 населённый пункт.
28 мая 2013 года сельсовет был упразднён, а все населенные пункты переданы в состав Добринёвского сельсовета. На момент упразднения сельсовета, председателем исполнительного комитета являлся Михаил Владимирович Москаль, управляющим делами — Светлана Иосифовна Галимская .

## Состав сельсовета
| №   | Название        | (бел. )        | Статус      | Население (2009) |
| --- | --------------- | -------------- | ----------- | ---------------- |
| 1.  | Белицковщина    | Бяліцкаўшчына  | деревня     | 36               |
| 2.  | Боровики        | Баравікі       | деревня     | 269              |
| 3.  | Булынки         | Булынкі        | деревня     | 13               |
| 4.  | Владимирово     | Уладзімірова   | деревня     | 26               |
| 5.  | Гореновка       | Гарэнаўка      | деревня     | 39               |
| 6.  | Дежки           | Дзежкі         | деревня     | 4                |
| 7.  | Довнары         | Даўнары        | деревня     | 31               |
| 8.  | Жаки            | Жакі           | деревня     | 13               |
| 9.  | Каменное        | Камянное       | деревня     | 4                |
| 10. | Козлы           | Казлы          | деревня     | 17               |
| 11. | Чирвоная Зорька | Чырвоная Зорка | деревня     | 7                |
| 12. | Красное         | Краснае        | деревня     | 5                |
| 13. | Кули            | Кулі           | деревня     | 6                |
| 14. | Курганье        | Курганне       | деревня     | 82               |
| 15. | Лукашино        | Лукашына       | деревня     | 21               |
| 16. | Победное        | Пабеднае       | деревня     | 118              |
| 17. | Рубилки         | Рубілкі        | деревня     | 69               |
| 18. | Сакольщина      | Сакольшчына    | деревня     | 11               |
| 19. | Старище         | Старышча       | деревня     | 12               |
| 20. | Суходолы        | Сухадолы       | деревня     | 31               |
| 21. | Томковичи       | Томкавічы      | агрогородок | 377              |
| 22. | Шабуневщина     | Шабунеўшчына   | деревня     | 14               |
| 23. | Юнцевщина       | Юнцаўшчына     | деревня     | 18               |
| 24. | Яновичи         | Янавічы        | деревня     | 76               |

 административный центр сельсовета